# Gaetano Matteo Monti
Gaetano Matteo Monti (Ravenna, 13 marzo 1776 – Milano, 27 maggio 1847) è stato uno scultore italiano, ha operato nello stile Neoclassico. Fu uno sculture di grande eleganza e raffinatezza, di canoviana osservanza.

## Biografia
Studiò prima a Bologna poi a Roma all'Accademia di San Luca, dove fu allievo di Canova. 

Nel 1811 si trasferì a Milano, dove prestò la propria opera al Duomo di Milano e all'Arco della Pace con un quasi omonimo scultore milanese, Gaetano Monti (1750-1827).
Suo figlio è stato lo scultore Raffaele Monti.

## Opere
- A Brescia:

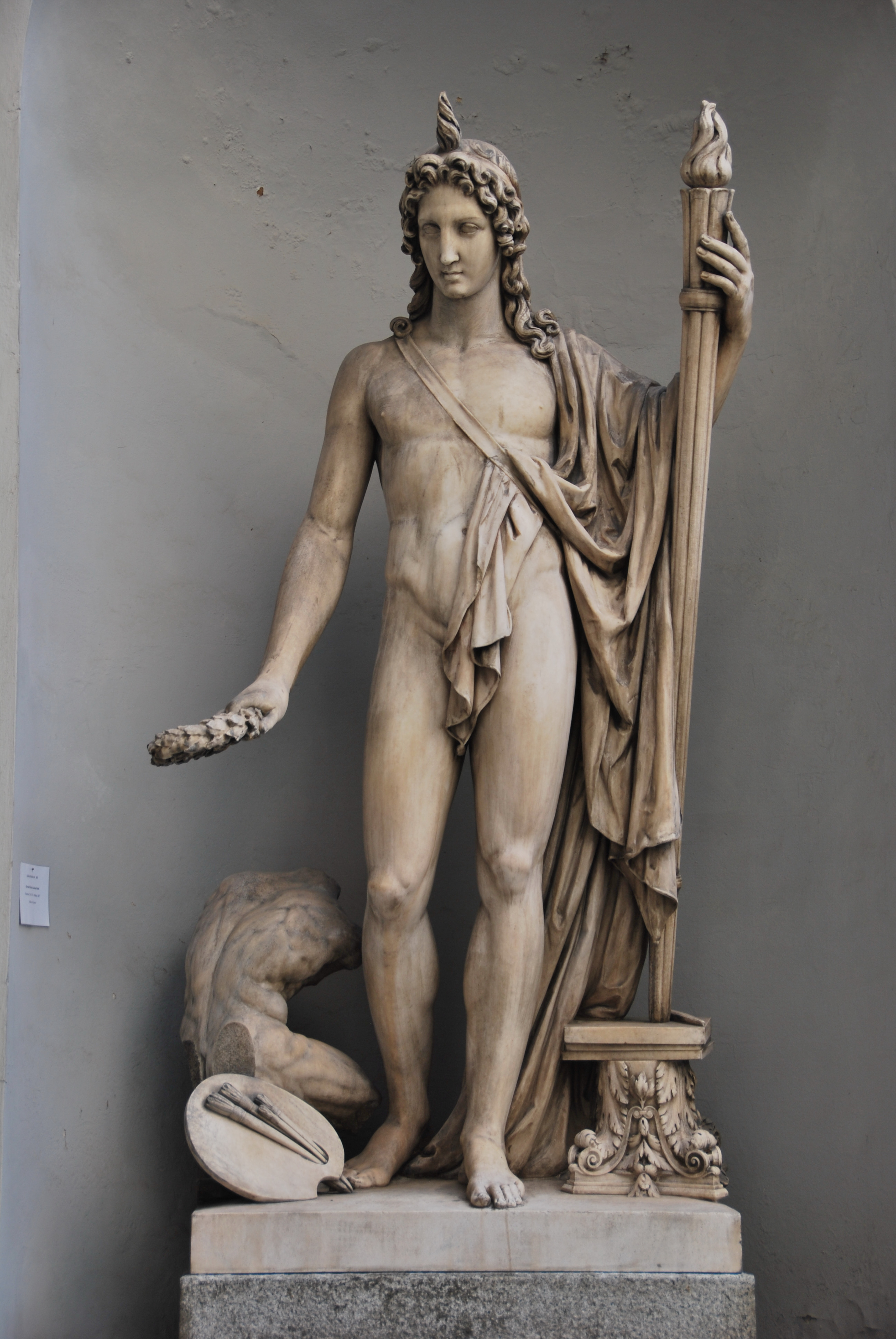
Statua di Apollo
Pavia, Palazzo Malaspina

  - Tomba del Conte Paolo Tosio, 1842, al Cimitero Vantiniano
  - Cristo e due angeli nella chiesa di San Faustino
  - Monumento funebre del vescovo Carlo Domenico Ferrari nella cattedrale di Santa Maria Assunta[3]
  - Monumento funebre sulla tomba del vescovo Gabrio Maria Nava nel Duomo Nuovo[4]
  - La Naiade in Palazzo Tosio.
  - Busto di Galileo alla Pinacoteca Tosio-Martinengo
- Mausoleo dell'Abate Morcelli nel Duomo di Chiari
- Igea e Angelica e Medoro alla Pinacoteca Repossi di Chiari
- Busto della Contessa di Faenza Maria Laderchi.[5]
- Busto di Ambrogio Calepino ca. 1839
- Statue dei Santi Pietro e Paolo poste sull'altare maggiore della chiesa di Sant'Alessandro della Croce di Bergamo del 1840
- Busto di Alessandro Annoni a Villa Annoni (Cuggiono (Milano), 1827)
- Monumento a Giuseppe Parini e monumento a Giuseppe Zanoja alla Pinacoteca di Brera
- Statua di Ercole all'Arco della Pace a Milano
- Venere e gli amori -1806- alla Galleria d'Arte Moderna a Milano
- Statua di Apollo e bassorilievi sulla facciata del Palazzo Malaspina a Pavia
- Giacobbe e Rachele alla Accademia di San Luca a Roma
- Busto di Antonio Canova -1810- alla Galleria dell'Accademia a Bologna.
- Statue di San Pietro e Mosè al Duomo di Novara
- Statue della Filosofia e della Poesia, Busti di Severino Boezio e del Petrarca nel Palazzo Malaspina di Pavia
- Busto di Alessandro Volta, Liceo Classico A. Volta Como
- Testa equina (gesso dipinto bronzo), 1815 e statua in marmo di Santa Domnina Vergine e Martire, eseguita nel 1812 e proveniente dal Duomo di Milano dopo la sostituzione della statua con una copia Villa Carlotta, Tremezzo (CO)
- Statua di Mosè alla Fontana del Mosè, al Sacro Monte di Varese
- Statua del Profeta Isaia, chiesa della Beata Vergine del Rosario di Viggiù
- Statue della Carità e della Religione ai lati del monumento al Card. Codronchi, Duomo di Ravenna
- Monumento funebre della Contessa Teresina Agricola Colleoni realizzato nel 1844 e premiato all'esposizione dell'Accademia di Brera. Collocato nel Mausoleo della famiglia Colleoni a Cortenuova (Bg), venne traslato nel 1887 da Guardino Colleoni nella cappella gentilizia del Castello di Thiene (Vi).
- Tersicore danzante, Palazzo Mina Bolzesi, Cremona.
- Busto del Barone Antonio Paolo Negri